# Fujimino
Fujimino (jap. ふじみ野市 Fujimino-shi) ist eine gun-freie Stadt in der Präfektur Saitama auf Honshū, der Hauptinsel von Japan.

## Geografie
Fujimino liegt südlich von Kawagoe und westlich von Saitama.

## Geschichte
Die Stadt Fujimino wurde am 1. Oktober 2005 aus der Vereinigung der Stadt Kamifukuoka (上福岡市, -shi), sowie der Gemeinde Ōi (大井町, -machi) im Landkreis Iruma gegründet.

## Verkehr
- Straße:
  - Nationalstraße 254
- Zug:
  - Tōbu Tōjō-Hauptlinie

## Angrenzende Städte und Gemeinden
- Fujimi
- Kawagoe

## Persönlichkeiten
- Henry Heroki Mochizuki (* 2001), Fußballspieler